# Cristián Reyes
Cristián Eduardo Reyes Troncoso (né le 5 août 1986 à Concepción) est un athlète chilien, spécialiste du 200 m.
Son meilleur temps est de 20 s 66 obtenu en avril 2008 à Santiago qu'il porte à 20 s 65 à Guadalajara en 2011.